# Scaptodrosophila spinifrons
Scaptodrosophila spinifrons är en tvåvingeart som först beskrevs av Tsacas och Chassagnard 1990.  Scaptodrosophila spinifrons ingår i släktet Scaptodrosophila och familjen daggflugor. Inga underarter finns listade i Catalogue of Life.